# Руска награда Букер
Руска награда Букер (рус. Русский Букер) је била руска књижевна награда настала по узору на награду Букер. Додељивала се од 1992. до 2017. године. Инаугурисао ју је енглески извршни директор сер Мајкл Харис Кејн. Додељивала се сваке године за најбоље фикционо дело, написано на руском језику, по одлуци жирија, без обзира на држављанство писца. Од 2003. до 2011. године председник руског комитета за награду Букер био је британски новинар Џорџ Волден. 2012. године Дејвид Гован је именован на ову позицију.
Награда је била прва руска невладина књижевна награда од револуције 1917.
Сваке године жири је бирао кратку листу од шест најбољих романа за номинацију са „дуге листе“ номинованих. Првобитно, победник је добијао 10.000 фунти, око 48.000 рубаља или 16.000 долара. Ово је повећано на 60.000 рубаља у 2011, отприлике 20.000 долара, док је сваки од финалиста који су ушли у ужи избор добио 2.000 долара. Критеријуми за укључивање били су књижевни труд, репрезентативност савремених књижевних жанрова и репутација аутора као писца. Дужина није била критеријум, па су и књиге између 40 и 60 страна биле номиноване. Од 1997. до 2001. награда је преименована у Смирноф-Букерову књижевну награду, у част предузетника и оснивача Смирнофа Петра Смирнова. Од 2002. до 2005. невладина организација Отворена Русија била је генерални спонзор Букерове књижевне награде у Русији, што је довело до промене њеног имена у Књижевна награда Букер–Отворена Русија у том периоду. Пре проглашења победника 2005. године, Фондација Букер одлучила је да прекине партнерство са Отвореном Русијом након што је председник фондације Михаил Ходорковски осуђен на девет година затвора због утаје пореза. 2005. године, комитет је потписао петогодишњи уговор са лондонском компанијом БП. Године 2010. награда је наишла на проблеме са финансирањем и припреме за награду 2010. су обустављене јер није пронађен нови спонзор. Од 2011. нови спонзор је била Руска компанија за телекомуникациону опрему (РТЕЦ).
Године 2011. изабран је „роман деценије” због недостатка спонзорства за одржавање уобичајене награде. Изабрано је пет финалиста од шездесет номинованих изабраних међу досадашњим победницима и финалистима награде од 2001. Чудаков је постхумно победио са A Gloom Is Cast Upon the Ancient Steps, који се дешава у измишљеном граду у Казахстану и описује живот под стаљинистичком Русијом. Људмила Улицкаја држи рекорд по броју номинација (пет, победивши једном), а следе Андреј Дмитријев (четири, победа једном) и Алексеј Слаповски (четири, без победе). Ниједна особа није освојила награду више од једном.
Дана 19. септембра 2019. Одбор Фондације и Комисија за доделу награда Руске награде Букер званично су објавили престанак доделе. Руски Букеров фонд, међутим, није затворен, „остављајући могућност за обнављање награде”.

## Критика
Руски Букер је био познат по непредвидивим и парадоксалним одлукама које нису увек изазивале одобравање руских књижевних стручњака.
Један број писаца је изразио своје суштинско одбацивање „Руског Букера“. Већ прва одлука жирија, због које награду 1992. године није добио општепризнати фаворит — роман Људмиле Петрушевске „Время ночь“, наишла је на готово једногласно негодовање. Владимир Новиков је 2000. године, описујући првог добитника Букерове награде – роман Марка Харитонова "Линии судьбы, или Сундучок Милашевича" („Линије судбине, или Милашевичев сандук“) као досадан, изјавио: „Букерова завера од самог почетка није успела, није успела да номинује лидера кроз награду, коју би савремени прозни писци страсно желели да сустигну и престигну, али је управо у овом [...] културна функција, културна стратегија сваке књижевне награде“. Елена Фанаилова је 2006. приметила: „Руски Букер не одговара свом енглеском родитељу ни са моралног ни са смисленог становишта (може се упоредити са преведеном верзијом Букера која је већ доступна у Русији). Награда се фокусира на књижевност која није интересантна ни на домаћем, ни на страном тржишту, или се, ако је реч о конвертибилном аутору (Улицкаја, Аксенов), додељује не за „роман године“, већ „за заслуге“.“ Јуриј Пољаков је 2008. године истакао да „људи добијају награде не за квалитет књижевног текста, не за неко уметничко откриће, не за способност да дођу до читаоца, већ за лојалност одређеној партији, углавном експериментално-либералној... Готово све књиге које су награђене наградом, ... нису имале никакву озбиљну читалачку судбину, ... (ове књиге) су добиле награду и одмах су потпуно заборављене“. Дмитриј Биков је 2010. године приметио „невероватну способност Букеровог жирија да изабере најгори или, у сваком случају, најмање значајан од шест романа“.
Књижевни критичар Константин Трунин, описујући кризу награде 2018. године, приметио је: „За све време свог постојања, награда се није оправдавала, сваке године бирајући победника као писца који је створио дело које је далеко од разумевања руског народа, стварности која га окружује. Била је директна пропаганда западних вредности, а не руских. Или, напротив, Западу је показана литература којој није било суђено да створи блиску сличност са делима која су настала у Русији током 19. века. И није изненађујуће што је из године у годину руски Букер губио ауторитет међу наградама у настајању. Пошто је био уручен двадесет и шест пута, суочио се са одбијањем спонзора, услед чега је постало неопходно да се преиспита смисао постојања".